# Agapetus obscurus
Agapetus obscurus är en nattsländeart som beskrevs av Walker 1852. Agapetus obscurus ingår i släktet Agapetus och familjen stenhusnattsländor. Inga underarter finns listade i Catalogue of Life.